# Tabernas
Tabernas es una localidad y municipio español de la provincia de Almería, en la comunidad 
autónoma de Andalucía. Se sitúa en la comarca de Los Filabres-Tabernas y cuenta con una población de 4097 habitantes (INE 2024).
Ubicada junto a la zona desértica que lleva su nombre, a unos 29 km de la capital provincial, Tabernas tiene una tasa media de precipitación anual de 243 mm, lo que la convierte en una de las poblaciones más secas de Europa. Su desierto es conocido por haber sido lugar de rodaje de decenas de spaghetti westerns. El municipio acoge cada año la celebración del Almería Western Film Festival, además de ser sede de la Plataforma Solar de Almería, un centro de investigación de la energía solar térmica perteneciente al CIEMAT.

## Geografía física

### Clima
Tiene un clima mediterráneo árido, con inviernos frescos y veranos muy cálidos. Las temperaturas oscilan entre los -5 °C y 45 °C. Las precipitaciones son muy escasas, acumulándose una media de solo 243 mm. En el municipio se encuentra uno de los pocos desiertos de Europa.

### Riesgos naturales
El municipio de Tabernas todavía no cuenta con un PTEL que cumpla con la Ley 5/2010 sobre autonomía local.

## Naturaleza
La parte sur del término municipal se encuentra protegida dentro del paraje natural de sierra Alhamilla. Además, en la zona oeste se encuentra el área protegida dentro del paraje natural del desierto de Tabernas, el único desierto propiamente dicho en Europa, con un alto valor paisajístico, geológico (badlands), botánico y faunístico. Señalar también la Z.E.C y L.I.C de las ramblas del Gérgal, Tabernas y sur de sierra Alhamilla.

## Historia

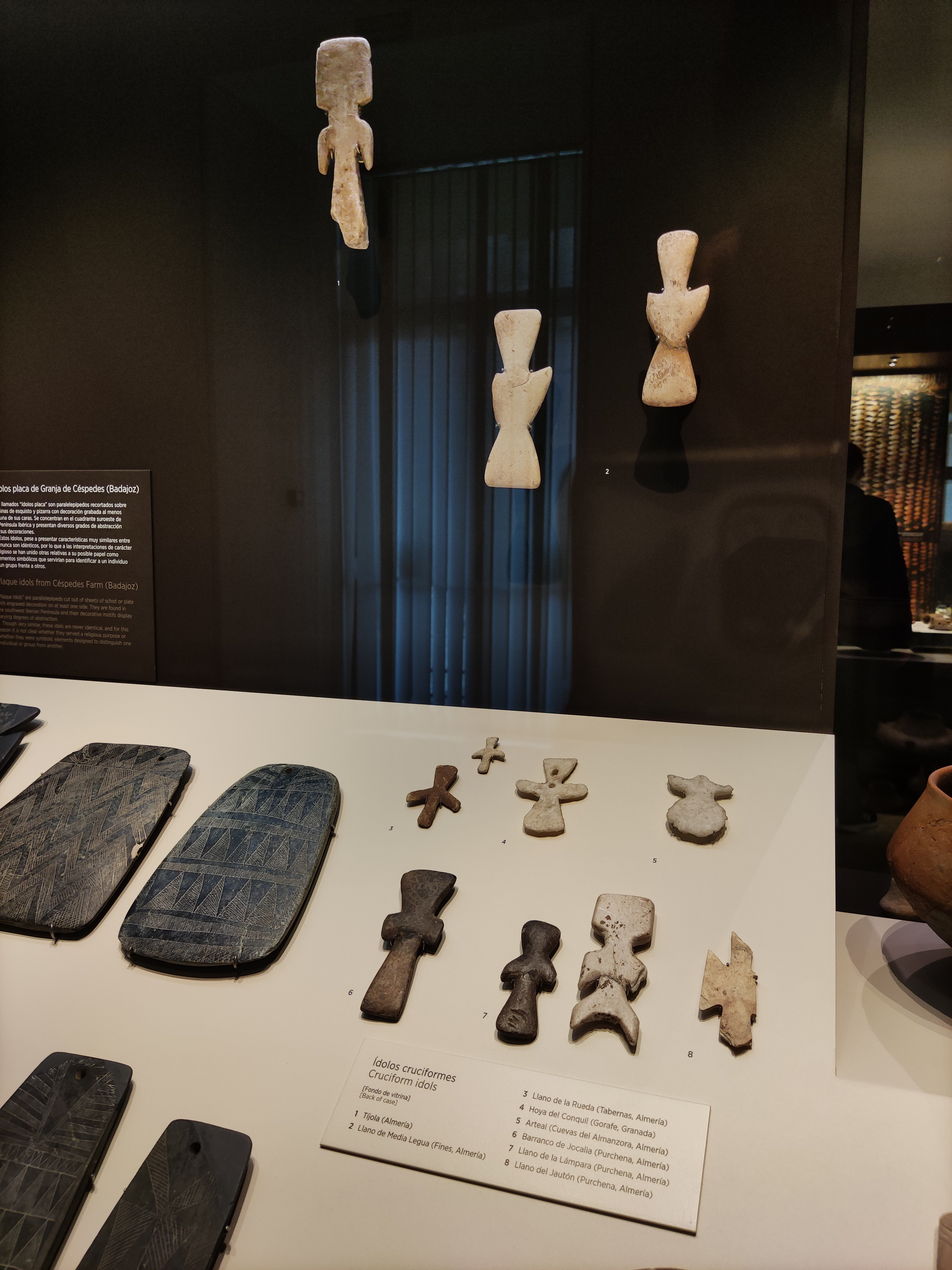
Ídolos cruciformes del Llano de la Rueda, centro izquierda. Neolítico final - calcolítico. Museo Arqueológico Nacional.

El castillo de Tabernas data de la época almohade. De acuerdo con el historiador padre Tapia, cuando Ibri Aljatib visitó estos lugares con Muhammad V, escribió que Tabernas contaba con mezquitas y baños, pero que era un sitio «escaso de lluvias». El mismo historiador almeriense, basándose en un documento de 1567, ha escrito que «tenía media docena de barrios: Gima o barrio de la mezquita aljama, Alhara o el barrio propiamente dicho, Zoco o el barrio del mercado, Algayda o el barrio de las huertas; Axarca y Ceyea; en el campo estaba el arrabal del Coto».
A principios del siglo XVI, se formó la parroquia de Tabernas, con un anejo dentro del mismo lugar. La iglesia fue mandada construir por el obispo fray Juan de Portocarrero. En el siglo XVII, se realizó el artesonado que decora este templo. Sobresale la capilla de la Virgen del Carmen, en lo que se denomina estilo historicista. Durante gran parte de este siglo, Almería y sus pueblos se vieron asediados por los piratas berberiscos, lo que obligó al mantenimiento de fortalezas para defenderse de los ataques de aquellos. La fortaleza de Tabernas, que había sido morada de Mohammed El Zagal, se encontraba en 1522 en un estado lamentable, casi en ruinas. El Concejo y Regimiento de Almería solicitó al emperador Carlos V la reparación de la misma. Este encargó al marqués de Mondéjar su revisión. Al principio del reinado de Felipe II, se abrieron unos portillos en las torres y muros que se mantenían en pie, para así evitar que los moriscos pusieran guarnición. En plena guerra contra los moriscos, en 1570, Don Juan de Austria, viniendo de Sorbas estuvo en Tabernas un día y ordenó a la guarnición que dejó allí el cierre de los portillos con muros. Al final del siglo, esta fortaleza estaba totalmente abandonada.
En 1566, se produjo uno de los asaltos más osados de la piratería berberisca en Almería conocida como el robo de Tabernas. Por aquellas fechas, la mayor parte de la población tabernense era morisca. De 1800 habitantes, solo unos cincuenta eran cristianos viejos. Ayudaron a los piratas varios vecinos del pueblo. Aquellos fondearon entre Las Negras y Agua Amarga. A través de Sierra Alhamilla y por Lucainena de las Torres cayeron sobre Tabernas poco antes del amanecer del 24 de septiembre. Saquearon casas, hicieron prisioneros y una morisca de Benizalón, llamada Leonor, que la Inquisición llevaba detenida hacia Granada, huyó con ellos. A las diez de la mañana, tomaron el camino de Lucainena y por Polopos se dirigieron a las playas de Carboneras, embarcando hacia Tetuán. Los piratas se llevaron «cincuenta y cinco cristianos cautivos, 21 hombres, 21 mujeres y 13 niños, de los que 23 eran forasteros» y moriscos que se fueron con los asaltadores, «según el mesonero, seiscientos, porque casi no queda gente ninguna en el pueblo, entre ellos trece monfíes que estaban retraídos en la iglesia de la dicha villa de Tabernas».

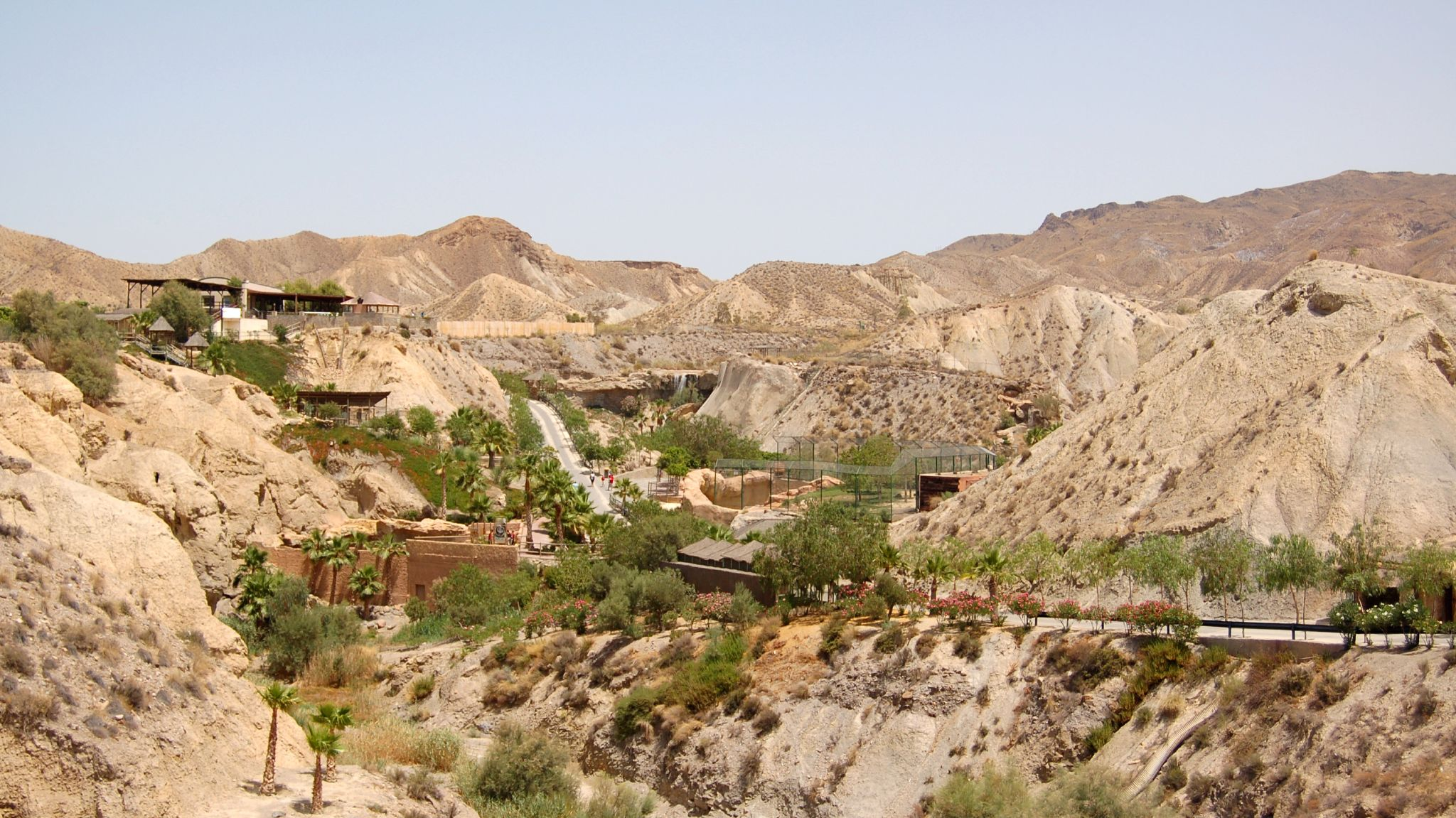
Vista del desierto de Tabernas

Durante la guerra contra los moriscos, el castillo de Tabernas sufrió un intento de asalto por parte de doscientos moriscos dirigidos por García el Zaycar el Nagüar y el Bayzí de Gérgal. Entonces estaba defendido por una guarnición de sesenta hombres al mando de Juan de Peñatoja. Al concluir esta guerra, comenzó la repoblación de las tierras de Almería. Si a finales del siglo XVI, Tabernas contaba solo con 25 vecinos, 32 casas, 195 fanegas de riego y 10 molinos y 4 almazaras en ruina, siglo y medio más tarde, se contabilizaban 2569 habitantes, 692 casas y 102 cortijos y 214 fanegas de riego. Además, los molinos y las almazaras funcionaban y producían 15 400 reales y 1560 reales, respectivamente. Al mismo tiempo, en 1752, el pueblo se dividió en tres barrios: el Alto, el de la Iglesia y el de la Fuente.
En 1932 la Sociedad Aero Club de Almería inauguró el aeródromo de Tabernas, evento al que acudieron los pilotos Antonio Peñafiel y el pionero de la aviación Ramón Franco. Tuvo uso militar durante la guerra civil, sobre todo durante la batalla de Málaga (1937). En 1936, durante la guerra civil, se produjeron los asesinatos del pozo de la Lagarta. Entre las víctimas del Frente Popular encontraban religiosos y civiles. Se trata del lugar donde fallecieron un mayor número de personas declaradas mártires en la provincia de Almería. Entre ellos se encontraban tres hermanos de las Escuelas Cristianas, conocidos como Hermanos Mártires de Almería, dos jesuitas, dos dominicos y veinticuatro sacerdotes de la diócesis de Almería asesinados en odio a la fe. Veintisiete de las víctimas han sido beatificadas posteriormente. Tras llenarse el pozo de Tabernas los asesinatos del Frente Popular continuaron en el pozo de Cantavieja en Tahal.
A partir de los años 60 y 70 del siglo XX el desierto de Tabernas se convierte en un plató natural para el rodaje de spaghetti western, entre los que se contaron títulos como Per qualche dollaro in più (traducida como La muerte tenía un precio) o Il buono, il brutto, il cattivo, de Sergio Leone (traducida como El Bueno, el malo y el feo). La primera película que empleó Tabernas como localización fue la coproducción italo francesa Oeil pour oeil y, además de decenas spaghetti western, se han rodado películas bélicas (Patton), de ciencia ficción (Juego de Tronos o Mad Max III) e históricas (Lawrence de Arabia).

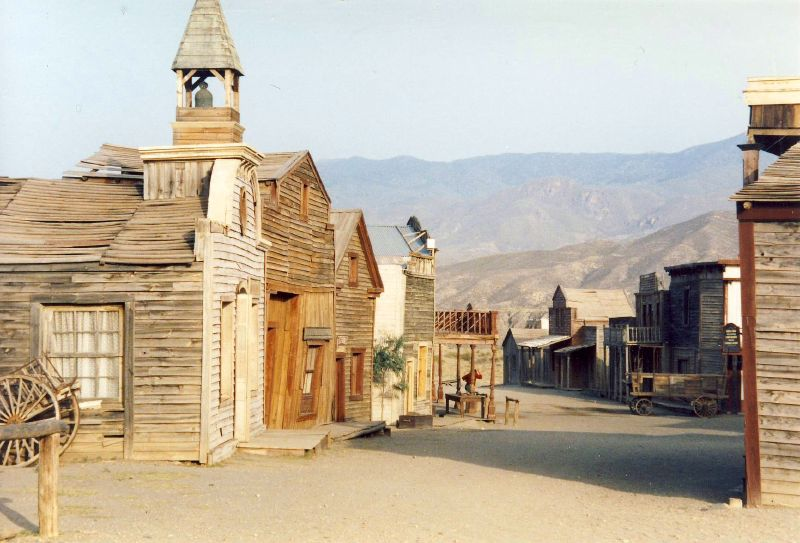
Fort Bravo de Tabernas, muy conocido por el rodaje de películas western.

Desde 2010 Tabernas acoge la celebración del único festival de cine de género western, el AWFF (Almería Western Film Festival). El museo Casa del Cine en Almería recoge el testimonio de la importancia de la producción cinematográfica de la provincia.
En 1981 se inauguró la Plataforma Solar de Almería, el mayor centro de investigación del mundo en energía solar térmica, perteneciente al CIEMAT (Ministerio de Ciencia e Innovación).

## Geografía humana

### Organización territorial
Además de la cabecera municipal, Tabernas cuenta también con varias entidades de población según el nomenclátor publicado por el Instituto Nacional de Estadística: Cartero, Espeliz, Joluque, Los Nudos, Oro Verde, Pago Aguilar, Puente de Guayar, Los Yesos, El Marchalillo y Venta de los Yesos.

### Demografía
Cuenta con una población de 4097 habitantes (INE 2024).

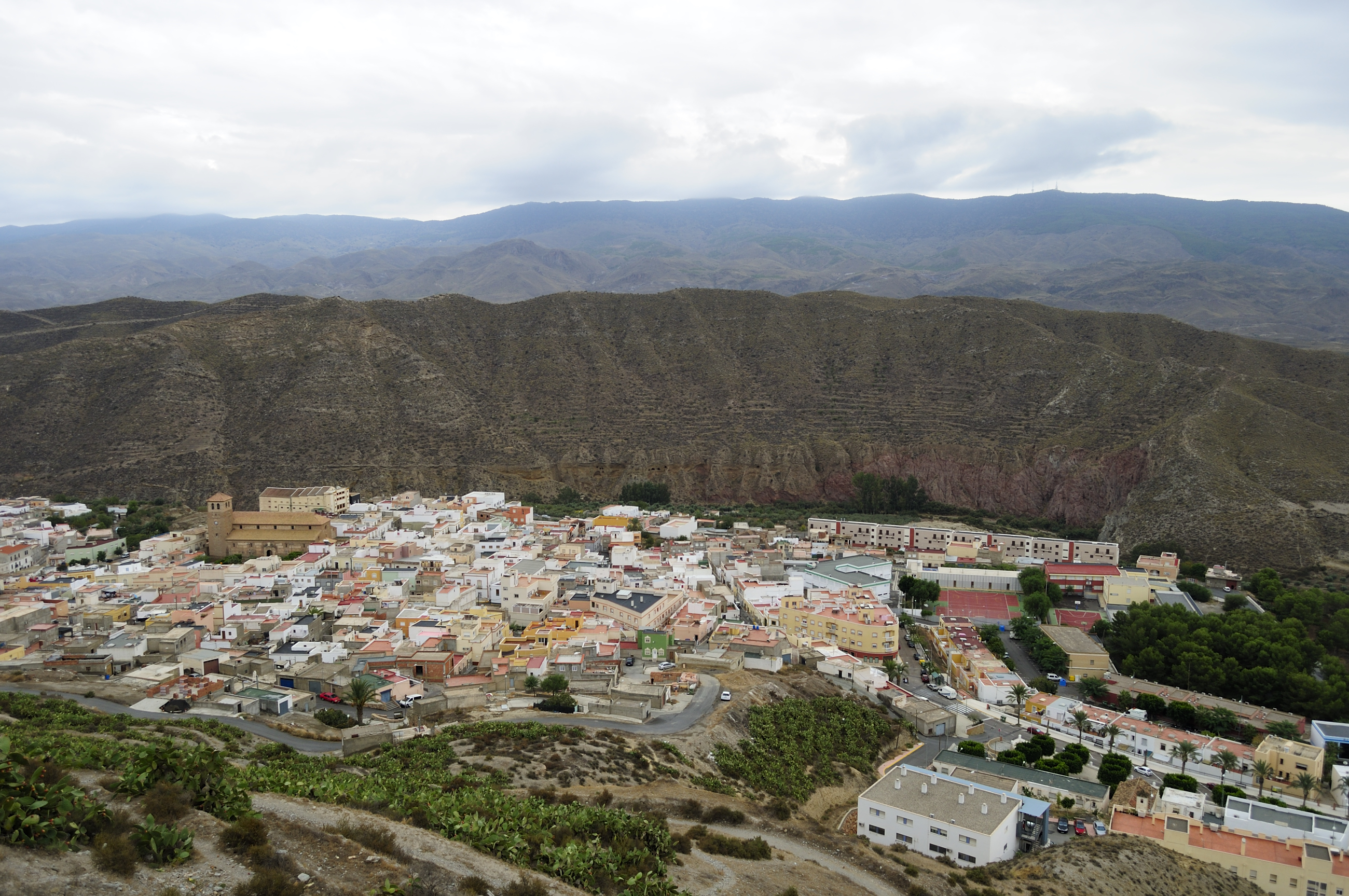
Vista de la localidad

| Gráfica de evolución demográfica de Tabernas entre 1842 y 2021                                                        |
| |
| Población de derecho según los censos de población del INE. Población de hecho según los censos de población del INE. |

| Nacionalidad | Hombres | Mujeres | Total | %      | Proporción |
| ------------ | ------- | ------- | ----- | ------ | ---------- |
| Española     | 1505    | 1457    | 2962  | 73.5 % |            |
| Extranjera   | 615     | 448     | 1063  | 26.4 % |            |

### Economía

#### Evolución de la deuda viva municipal
El concepto de deuda viva contempla sólo las deudas con cajas y bancos relativas a créditos financieros, valores de renta fija y préstamos o créditos transferidos a terceros, excluyéndose, por tanto, la deuda comercial.
| Gráfica de evolución de la deuda viva del Ayuntamiento de Tabernas entre 2008 y 2022                                  |
| |
| Deuda viva del Ayuntamiento de Tabernas, en miles de euros, según datos del Ministerio de Hacienda y Función Pública. |

## Servicios públicos

### Educación
En Tabernas se puede encontrar el CEIP Virgen de las Angustias, debiendo el alumnado acudir al IES Manuel de Góngora, en la misma localidad, para recibir su educación obligatoria en el IES Entresierras.

### Sanidad
El municipio cuenta con un centro de salud, dependiente del Hospital Universitario Torrecárdenas, abierto de lunes a viernes.

## Política
| Mandato   | Nombre del alcalde                                                         | Partido político |
| --------- | -------------------------------------------------------------------------- | ---------------- |
| 1979-1983 | Francisco Valls Martínez                                                   | UCD              |
| 1983-1987 | Rafael Antonio Prior Rueda                                                 | PSOE             |
| 1987-1991 | Rafael Antonio Prior Rueda                                                 | PSOE             |
| 1991-1995 | Rafael Antonio Prior Rueda                                                 | PSOE             |
| 1995-1999 | Rafael Antonio Prior Rueda                                                 | PSOE             |
| 1999-2003 | Rafael Antonio Prior Rueda                                                 | PSOE             |
| 2003-2007 | Rafael Félix Valls Martínez (2003-2004) Antonio Úbeda González (2004-2007) | PP PSOE          |
| 2007-2011 | Antonio Úbeda González                                                     | PSOE             |
| 2011-2015 | María de las Nieves Jaén Franco                                            | PP               |
| 2015-2019 | José Díaz Ibáñez                                                           | PSOE             |
| 2019-2023 | José Díaz Ibáñez                                                           | PSOE             |
| 2023-act. | José Díaz Ibáñez                                                           | PSOE             |

## Cultura

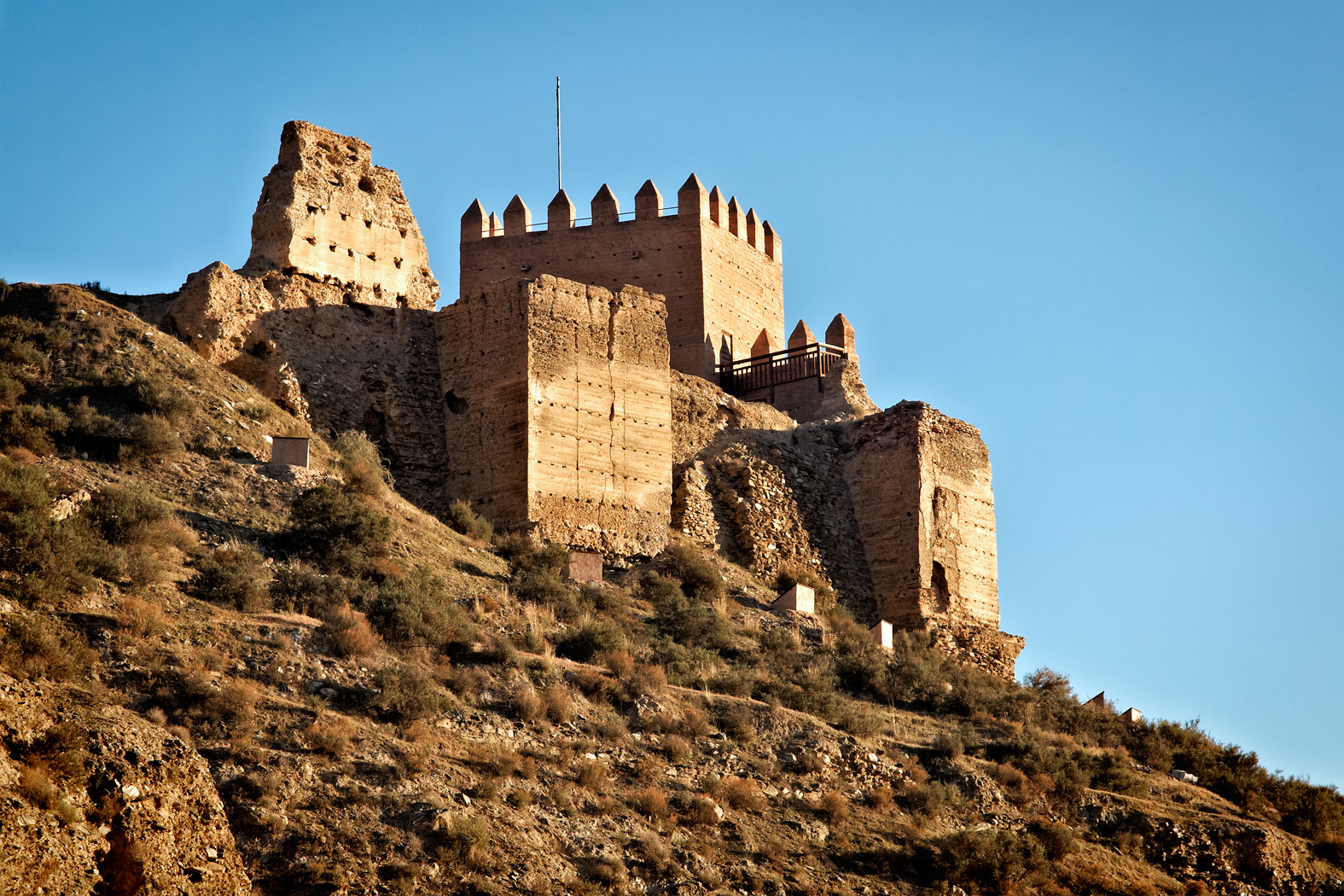
Castillo de Tabernas

### Patrimonio
Civil.
- Poblado Terrera Ventura: sitio arqueológico de la cultura de Almería. Hay que señalar el Centro de Interpretación Terrera Ventura y Desierto de Tabernas.
- Ayuntamiento: edificio construido entre el siglo XVIII y el XIX.

Militar.
- Castillo de Tabernas: fortaleza de la época nazarí que actualmente está casi derruido.

Religioso.
- Iglesia parroquial de Nuestra Señora de la Encarnación: fue mandada construir por Antonio Corrionero, obispo de Almería. Posteriormente, tras sufrir un incendio, fue reconstruida por fray Juan de Portocarrero. Se compone de tres naves separadas por un conjunto de arcos de medio punto que soportan la armadura de la nave central. Las naves laterales se cubren con una sencilla alfajía. Sobre la puerta de entrada, se encuentra el escudo de Antonio Corrionero y en la puerta lateral derecha está colocado el de Portocarrero. El artesonado que decora la iglesia se realizó en el siglo XVII, sobre la capilla de la Virgen del Carmen, construida en estilo historicista.

### Entidades culturales
Museos
- Parque temático Oasys MiniHollywood

## Deporte

### Instalaciones deportivas
- Iberia Circuit